# Ngarange
Ngarange is een dorp in het district North-West in Botswana. De plaats telt 988 inwoners (2011).